# Hard (Jagged Edge)
Hard è il quarto album in studio del gruppo musicale statunitense Jagged Edge, pubblicato nel 2003.

## Tracce
1. They Ain't J.E. – 3:38
2. Walked Outta Heaven – 4:30
3. Girls Gone Wild (featuring Major Damage) – 4:24
4. Visions – 4:16
5. Hard – 4:21
6. Dance Floor – 3:16
7. Trying to Find the Words – 4:02
8. What's It Like – 4:13
9. Tryna Be Your Man – 3:18
10. I Don't Wanna – 4:59
11. In Private – 3:52
12. In the Morning – 5:30
13. Shady Girl – 3:20

Tracce bonus
1. Car Show (featuring Big Boi) – 4:41
2. They Ain't Je (Remix) (featuring Street Katz & Woonie) – 5:39
3. On My Way (After the Club) – 4:34